# Истомин, Ефим Абрамович
Ефим Абрамович Истомин (1924—1944) — советский военный. Участник Великой Отечественной войны,  Герой Советского Союза (1944). Гвардии младший лейтенант.

## Биография
Родился 13 сентября 1924 года на хуторе Сибирьки ныне Морозовского района Ростовской области.
В 1942 году он был ещё подростком и как все мечтал тогда об одном — взять в руки винтовку и пойти защищать Родину. 5 января 1943 года советские части освободили Морозовск. В этот день Ефим был призван Морозовским РВК на службу и стал служить в наводчиком миномёта в 1118-м стрелковом полку 333-й стрелковой дивизии.
В ходе битвы за Днепр старший сержант Истомин возглавил отделение десантной группы своего полка, которая 26 сентября 1943 года форсировала Днепр у села Войсковое Солонянского района Днепропетровской области. Огнём автомата и ручными гранатами его отделение истребило тридцать солдат противника, ещё семеро фашистов были взяты в плен. В качестве трофеев Истомин со своими бойцами захватил две противотанковые пушки и три ручных пулемёта, которые умело использовал при отражении 20 контратак немецкой пехоты и танков.
Указом Президиума Верховного Совета СССР от 19 марта 1944 года за мужество, отвагу и героизм, проявленные в борьбе с немецко-фашистскими захватчиками, старшему сержанту Истомину Ефиму Абрамовичу присвоено звание Героя Советского Союза с вручением ордена Ленина и медали «Золотая Звезда»».
В дальнейшем Истомин участвовал в освобождении города Запорожье. 16 октября 1943 года 333-я стрелковая дивизия была передана в состав 6-й армии Юго-Западного (с 20 октября 3-го Украинского) фронта, а в ноябре вновь форсировала Днепр в районе села Кушугум (Запорожский район Запорожской области).
В 1944 году Е. А. Истомин окончил курсы младших лейтенантов, после чего принял под командование взвод 187-го гвардейского стрелкового полка 61-й гвардейской стрелковой дивизии.
Погиб в бою 21 марта 1944 года во время освобождения Николаевской области Украинской ССР. Похоронен Герой в селе Пересадовка, Жовтневый (Октябрьский) район, Николаевской области.

## Награды
- Медаль «Золотая Звезда»  (19.03.1944).[2]
- Орден Ленина (19.03.1944).[2]
- Орден Красной Звезды (25.10.1943)[3]
- Медаль «За отвагу» (25.08.1943)[4]

## Память
- Именем Е. А. Истомина названа улица в городе Морозовске Ростовской области.
- Мемориальная доска в память об Истомине установлена Российским военно-историческим обществом на здании Вольно-Донской средней школы, где он учился.
- Имя Героя высечено золотыми буквами в зале Славы Центрального музея Великой Отечественной войны в Парке Победы города Москвы.
- На могиле героя установлен надгробный памятник.